# قائمة أكواد أمراض الوراثة المندلية البشرية عبر الإنترنت
هذه قائمة من رموز الاضطراب في قاعدة بيانات الوراثة المندلية في الإنسان (OMIM). هذه هي الأمراض التي يمكن أن تكون موروثة عن طريق الوراثة المندلية. OMIM هي واحدة من قواعد البيانات الموجودة في الولايات المتحدة المركز الوطني لمعلومات التكنولوجيا الحيوية.
- 17-ألفا هيدروكسيلاز / 17،20-لياز نقص؛ 202110  202110؛ سيتوكروم بي450
- 17-بيتا هيدروكسيستيرويد نازعة X نقص؛ 300438  300438؛ HSD17B10
- متلازمة 3-M؛ 273750  273750؛ CUL7
- 3-ميثيلغلوتاكونيك أسيدوريا نوع I؛ 250950  250950؛ أوه
- 3-ميثيلغلوتاكونيك أسيدوريا نوع III ؛ 258501  258501؛ OPA3
- 3-ميثيلغلوتاكونيك أسيدوريا نوع V؛ 610198  610198؛ DNAJC19
- 46XX خنوثة حقيقية؛ 400045  400045؛ عامل تحديد الخصية
- 46XY خلل الغدد التناسلية الكامل؛ 233420  233420؛ د
- 46XY خلل الغدد التناسلية الكامل؛ 400044  400044؛ عامل تحديد الخصية
- 46XY خلل تكون الغدد التناسلية، كاملة أو جزئية، مع أو بدون فشل الغدة الكظرية؛ 612965  612965؛ NR5A1
- 46XY خلل تكون الغدد التناسلية، كاملة، ذات الصلة CBS2؛ 613080  613080؛ CBX2
- 46XY خلل خلل الغدد التناسلية الجزئي، مع اعتلال الأعصاب اللفظي؛ 607080  607080؛ د
- 274270  274270؛ DPYD
- الحساسية ضد مركب 6-ميركابتوبورين ؛ 610460  610460؛ TPMT
- متلازمة آرسكوغ-سكوت؛ 305400  305400؛ FGD1
- فقد البروتين الشحمي بيتا من الدم؛ 200100
- متلازمة ABCD؛ 600501  600501؛ EDNRB
- نقص ACAD9؛ 611126  611126؛ ACAD9
- 200500  200500؛ LMBR1
- 600972  600972؛ SLC26A2
- 200600  200600؛ TRIP11
- 200610  200610؛ COL2A1
- التقزم؛ 100800  100800؛ متلازمة كروزن
- أكروماتوبسيا-2؛ 216900  216900؛ CNGA3
- أكروماتوبسيا-3؛ 262300  262300؛ CNGB3
- متلازمة أكروكالوسال؛ 200990  200990؛ GLI3
- التهاب الجلد النهائي المعوي؛ 201100  201100؛ SLC39A4
- متلازمة الفشل الكلوي؛ 254900  254900؛ SCARB2
- نقص الانزيم المختزل لـ Acyle CoA؛ 201460  201460؛ ACADL
- أدينوكارسينوما أوف رونغ، ريسبونز تو تيروسين كيناز إنهيبيتور إن؛ 211980  211980
- أدينوكارسينوما أوف رونغ، سوماتيك؛ 211980  211980؛ براف
- أدينوكارسينوما أوف رونغ، سوماتيك؛ 211980  211980؛ مستقبل عامل نمو البشري الثاني
- أدينوكارسينوما أوف رونغ، سوماتيك؛ 211980  211980؛ PRKN
- أدينوكارسينوما، مبيضية، جسدية؛ 604370  604370؛ PRKN
- أدينوماس، مولوكتال مولتيكتال؛ 608456  608456؛ MUTYH
- أدينوماس، غليفاري غلاند بليومورفيك؛ 181030  181030؛ PLAG1
- داء السليلة العظمية؛ 175100  175100؛ أبك
- نقص أدينوسين دياميناس، جزئي؛ 102700  102700؛ أدا
- أدينوسين ثلاثي الفوسفات، مرتفعة، من كرات الدم الحمراء؛ 102900  102900؛ PKLR
- أدينيلوسوتشيناس ديفيسيانسي؛ 103050  103050؛ خط اشتراك رقمي غير متماثل
- نقص أديبونكتين؛ 612556  612556؛ اديبونيكتين (سيتوكين دهني)
- سرطان القشرة الكظرية؛ 202300  202300؛ بي53
- تضخم الغدة الكظرية، الخلقية، بسبب نقص 11 بيتا هيدروكسيلاز؛ 202010  202010؛ CYP11B1
- تضخم الغدة الكظرية، الخلقية، ويرجع ذلك إلى الجمع بين P450C17 و P450C21 نقص؛ 201750  201750؛ بور
- نقص تنسج الغدة الكظرية، الخلقية، مع قصور الغدد التناسلية هيدوغونادوتروبيك؛ 300200  300200؛ DAX1
- نقص هرمون قشر الكظر؛ 201400  201400؛ TBS19
- أدرنوليوكوديستروفي؛ 300100  300100؛ ABCD1
- أدرنوليوكوديستروفي، نيوناتال؛ 202370  202370؛ PEX1
- أدرنوليوكوديستروفي، نيوناتال؛ 202370  202370؛ PEX10
- أدرنوليوكوديستروفي، نيوناتال؛ 202370  202370؛ PEX13
- أدرنوليوكوديستروفي، نيوناتال؛ 202370  202370؛ PEX26
- أدرنوليوكوديستروفي، نيوناتال؛ 202370  202370؛ PEX5
- اعتلال أدرنوميلونوروباثي؛ 300100  300100؛ ABCD1
- نقص غاما غلوبولين الدم 1; 601495; IGHM
- نقص غاما غلوبولين الدم 2; 613500; IGLL1
- نقص غاما غلوبولين الدم 4; 613502; BLNK
- نقص غاما غلوبولين الدم 5; 613506; LRRC8A
- نقص غاما غلوبولين الدم ; 307200; BTK
- متلازمة ألاجيل 2؛ 610205; NOTCH2
- متلازمة ألاجيل؛ 118450; JAG1
- مرض ألكساندر؛ 203450; GFAP
- مرض ألكساندر؛ 203450; NDUFV1
- بيلة ألكابتونية؛ 203500; HGD
- ثعلبة شاملة؛ 203655; HR
- متلازمة ألبورت؛ 301050; COL4A5
- مرض ألزهايمر 1; 104300; بروتين سلف النشواني
- مرض ألزهايمر 6; 104300; 6
- مرض ألزهايمر 8; 104300; 8
- مرض ألزهايمر المتأخر; 104300; NOS3
- مرض ألزهايمر 3; 607822; PSEN1
- مرض ألزهايمر 10; 104300; AD10
- مرض ألزهايمر 2; 104310; صميم البروتين الشحمي E
- مرض ألزهايمر 4; 606889; PSEN2
- مرض ألزهايمر 5; 104300; 5
- متلازمة أنجلمان؛ 105830; MeCP2
- متلازمة أنجلمان؛ 105830; UBE3A
- غياب القزحية؛ 106210; PAX6
- متلازمة كروزن؛ 207410
- متلازمة أبير؛ 101200; متلازمة كروزن
- فقر الدم اللاتنسجي؛ 609135; TERC
- نقص الأروماتاز؛ 613546; أروماتاز
- متلازمة فرط الأروماتاز؛ 139300; أروماتاز
- اعوجاج المفاصل الخلقي المتعدد؛ 108120; TPM2
- اعوجاج المفاصل الخلقي المتعدد؛ 601680; TNNI2
- اعوجاج المفاصل الخلقي المتعدد, 2A؛ 193700; MYH3
- اعوجاج المفاصل الخلقي المتعدد؛ 601680; MYH3
- اعوجاج المفاصل الخلقي المتعدد؛ 601680; TPM2
- رنح توسع الشعيرات؛ 208900; ATM
- فقد النطاف؛ 415000; USP9Y
- متلازمة باردت بيدل 1; 209900; BBS1
- متلازمة باردت بيدل 10; 209900; BBS10
- متلازمة باردت بيدل 11; 209900; TRIM32
- متلازمة باردت بيدل 12; 209900; BBS12
- متلازمة باردت بيدل 13; 209900; MKS1
- متلازمة باردت بيدل 14; 209900; CEP290
- متلازمة باردت بيدل 15; 209900; C2orf86
- متلازمة باردت بيدل 2; 209900; BBS2
- متلازمة باردت بيدل 3; 209900; ARL6
- متلازمة باردت بيدل 4; 209900; BBS4
- متلازمة باردت بيدل 5; 209900; BBS5
- متلازمة باردت بيدل 6; 209900; MKKS
- متلازمة باردت بيدل 7; 209900; BBS7
- متلازمة باردت بيدل 8; 209900; TTC8
- متلازمة باردت بيدل 9; 209900; PTHB1
- نقص التغذية العضلي لبيكر؛ 300376; DMD
- متلازمة بكوث ودمان؛ 130650; CDKN1C
- متلازمة بكوث ودمان؛ 130650; H19
- متلازمة بكوث ودمان؛ 130650; KCNQ10T1
- متلازمة بكوث ودمان؛ 130650; NSD1
- نقص البيوتينيداز؛ 253260; BTD
- متلازمة بيرت-هوغ-دوبي؛ 135150; FLCN
- متلازمة بيورنشتاد؛ 262000; BCS1L
- سرطان المثانة؛ 109800; KRAS
- سرطان المثانة؛ 109800; RB1
- سرطان المثانة؛ 109800; متلازمة كروزن
- متلازمة بلاو؛ 186580; NOD2
- متلازمة بلوم؛ 210900; RECQL3
- قصر الاصابع A1؛ 112500; قصر الأصابع
- قصر الاصابع A1؛ 112500; IHH
- قصر الاصابع A2؛ 112600; BMPR1B
- قصر الاصابع A2؛ 112600; GDF5
- قصر الاصابع B1؛ 113000; ROR2
- قصر الاصابع B2؛ 611377; NOG
- Bقصر الاصابع؛ 113100; GDF5
- قصر الاصابع D؛ 113200; HOXD13
- قصر الاصابع E؛ 113300; HOXD13
- قصر الاصابع E2؛ 613382; البروتين المرتبط بالهرمون الدريقي
- سرطان الثدي؛ 114480; PPM1D
- سرطان الثدي؛ 114480; SLC22A1L
- سرطان الثدي؛ 114480; بي53
- سرطان الثدي؛ 114480; BRIP1
- سرطان الثدي؛ 114480; RAD54L
- سرطان الثدي؛ 114480; AKT1
- سرطان الثدي؛ 114480; KRAS
- سرطان الثدي؛ 114480; PIK3CA
- سرطان الثدي؛ 114480; RB1CC1
- متلازمة برونر؛ 300615; أكسيداز أحادي الأمين A
- لمفوما بيركت؛ 113970; Myc
- فرط التعظم القشري عند الرضيع؛ 211750; CD96
- C5 نقص؛ 609536; C5
- C6 نقص؛ 612446; C6
- C7 نقص؛ 610102; C7
- فرط التعظم القشري عند الرضيع؛ 114000; كولاجين ألفا 1
- داء كانافان؛ 271900; ASPA
- اعتلال عضلة القلب التوسعي 1C؛ 601493; LDB3
- اعتلال عضلة القلب التوسعي؛ 115200; MYBPC3
- Cardiomyopathy, dilated, 1A؛ 115200; LMNA
- اعتلال عضلة القلب التوسعي, 1AA؛ 612158; ACTN2
- اعتلال عضلة القلب التوسعي, 1BB؛ 612877; DSG2
- اعتلال عضلة القلب التوسعي, 1CC؛ 613122; NEXN
- اعتلال عضلة القلب التوسعي, 1D؛ 601494; TNNT2
- اعتلال عضلة القلب التوسعي, 1DD؛ 613172; RBM20
- اعتلال عضلة القلب التوسعي, 1E؛ 601154
- اعتلال عضلة القلب التوسعي, 1EE؛ 613252; MYH6
- اعتلال عضلة القلب التوسعي, 1FF؛ 613286; TNNI3
- اعتلال عضلة القلب التوسعي, 1G؛ 604145; TTN
- اعتلال عضلة القلب التوسعي, 1GG؛ 613642; SDHA
- اعتلال عضلة القلب التوسعي, 1I؛ 604765; DES
- اعتلال عضلة القلب التوسعي, 1J؛ 605362; EYA4
- اعتلال عضلة القلب التوسعي, 1L؛ 606685; Delta-sarcoglycan
- اعتلال عضلة القلب التوسعي, 1M؛ 607482; CSRP3
- اعتلال عضلة القلب التوسعي, 1N؛ 607487; TCAP
- اعتلال عضلة القلب التوسعي, 1O؛ 608569; ABCC9
- اعتلال عضلة القلب التوسعي, 1P؛ 609909; PLN
- اعتلال عضلة القلب التوسعي, 1R؛ 613424; ACTC1
- اعتلال عضلة القلب التوسعي, 1S؛ 613426; MYH7
- اعتلال عضلة القلب التوسعي, 1W؛ 611407; VCL
- اعتلال عضلة القلب التوسعي, 1X؛ 611615; FKTN
- اعتلال عضلة القلب التوسعي, 1Y؛ 611878; TPM1
- اعتلال عضلة القلب التوسعي, 1Z؛ 611879; TNNC1
- اعتلال عضلة القلب التوسعي, 2A؛ 611880; TNNI3
- اعتلال عضلة القلب التوسعي, 3A؛ 300069; TAZ
- اعتلال عضلة القلب التوسعي, 3B؛ 302045; DMD
- اعتلال عضلة القلب الضخامي, 1؛ 192600; MYH7
- اعتلال عضلة القلب الضخامي, 10؛ 608758; MYL2
- اعتلال عضلة القلب الضخامي, 11؛ 612098; ACTC1
- اعتلال عضلة القلب الضخامي, 12؛ 612124; CSRP3
- اعتلال عضلة القلب الضخامي, 13؛ 613243; TNNC1
- اعتلال عضلة القلب الضخامي, 14؛ 613251; MYH6
- اعتلال عضلة القلب الضخامي, 15؛ 613255; VCL
- اعتلال عضلة القلب الضخامي؛ 192600; CAV3
- اعتلال عضلة القلب الضخامي؛ 192600; SLC25A4
- اعتلال عضلة القلب الضخامي, 2؛ 115195; TNNT2
- اعتلال عضلة القلب الضخامي, 3؛ 115196; TPM1
- اعتلال عضلة القلب الضخامي, 4؛ 115197; MYBPC3
- اعتلال عضلة القلب الضخامي, 8؛ 608751; MYL3
- متلازمة النفق الرسغي؛ 115430; TTR
- متلازمة كاربنتر؛ 201000; RAB23
- الساد؛ 604219; PAX6
- الساد1؛ 611597; BFSP2
- الساد 2؛ 601547; CRYBB2
- الساد 2؛ 609741; CRYBB3
- الساد 3؛ 611544; CRYBB1
- الساد؛ 600881; CRYBA1
- الساد؛ 604219; BFSP2
- الساد 3؛ 608983; CRYGD
- الساد؛ 302200; NHS
- الساد؛ 604307; CRYBB2
- الساد؛ 604307; CRYGC
- الساد؛ 611391; BFSP1
- الساد؛ 115700; CRYGD
- الساد؛ 612018; SLC16A12
- الساد؛ 604219; BFSP2
- الساد؛ 610425; CRYBA4
- الساد؛ 116800; HSF4
- الساد؛ 116800; HSF4
- الساد؛ 601286; CRYGD
- الساد؛ 604219; MIP
- الساد1؛ 613020; EPHA2
- الساد 3؛ 605387; CHMP4B
- الساد 4؛ 610623; PITX3
- الساد 4, ; 610623; PITX3
- الساد؛ 607133; CRYBB2
- الساد؛ 116200; GJA8
- الساد؛ 601885; GJA3
- الساد؛ 116150; GJA8
- متلازمة التراجع الذيلي؛ 600145; VANGL1
- نقص CD59 ; 612300; بروتكتين
- نقص CD8 ; 608957; CD8A
- لعنة أوندينه؛ 209880; GDNF
- رنح مخيخي المنشأ؛ 604290; CP
- متلازمة كاداسيل؛ 125310; NOTCH3
- متلازمة كوكاين؛ 214150; ERCC6
- متلازمة كوكاين؛ 610756; ERCC2
- متلازمة كوكاين؛ 610758; ERCC1
- مرض شاركو-ماري-توث 2F؛ 606595; HSPB1
- مرض شاركو-ماري-توث 2K؛ 607831; GDAP1
- مرض شاركو-ماري-توث 2L؛ 608673; HSPB8
- مرض شاركو-ماري-توث 2M؛ 606482; DNM2
- مرض شاركو-ماري-توث 2N؛ 613287; AARS
- مرض شاركو-ماري-توث؛ 607706; GDAP1
- مرض شاركو-ماري-توث 3؛ 607791; MPZ
- مرض شاركو-ماري-توث B؛ 606482; DNM2
- مرض شاركو-ماري-توث C؛ 608323; YARS
- مرض شاركو-ماري-توث A؛ 608340; GDAP1
- مرض شاركو-ماري-توث B؛ 613641; KARS
- مرض شاركو-ماري-توث؛ 118220; PMP22
- مرض شاركو-ماري-توث؛ 118200; MPZ
- مرض شاركو-ماري-توث؛ 601098; LITAF
- مرض شاركو-ماري-توث؛ 607678; EGR2
- مرض شاركو-ماري-توث؛ 118300; PMP22
- مرض شاركو-ماري-توث؛ 607734; NEFL
- مرض شاركو-ماري-توث؛ 118210; KIF1B
- مرض شاركو-ماري-توث؛ 609260; MFN2
- مرض شاركو-ماري-توث؛ 600882; RAB7
- مرض شاركو-ماري-توث؛ 605588; LMNA
- مرض شاركو-ماري-توث؛ 605589; MED25
- مرض شاركو-ماري-توث؛ 601472; GARS
- مرض شاركو-ماري-توث؛ 607684; NEFL
- مرض شاركو-ماري-توث؛ 607677; MPZ
- مرض شاركو-ماري-توث؛ 607736; MPZ
- مرض شاركو-ماري-توث؛ 214400; GDAP1
- مرض شاركو-ماري-توث 4B1؛ 601382; MTMR2
- مرض شاركو-ماري-توث 4B2؛ 604563; SBF2
- مرض شاركو-ماري-توث؛ 601596; SH3TC2
- مرض شاركو-ماري-توث؛ 601455; NDRG1
- مرض شاركو-ماري-توث؛ 145900; PRX
- مرض شاركو-ماري-توث؛ 609311; FGD4
- مرض شاركو-ماري-توث؛ 611228; FIG4
- مرض شاركو-ماري-توث 5؛ 311070; PRPS1
- مرض شاركو-ماري-توث 1؛ 302800; GJB1
- متلازمة شدياق-هيغاشي؛ 214500; CHS1
- متلازمة كوكاين؛ 216400; ERCC8
- متلازمة كوكاين؛ 133540; ERCC6
- ثلامة؛ 120200; PAX6
- ثلامة؛ 120200; SHH
- سرطان القولون؛ 114500; PTPRJ
- سرطان القولون؛ 114500; AXIN2
- سرطان القولون؛ 114500; BUB1B
- سرطان القولون؛ 114500; EP300
- سرطان القولون؛ 114500; NRAS
- سرطان القولون؛ 114500; PDGFRL
- سرطان القولون؛ 114500; بي53
- سرطان القولون 1؛ 120435; MSH2
- سرطان القولون 2؛ 609310; MLH1
- سرطان القولون؛ 613244; EPCAM
- سرطان القولون؛ 109800; متلازمة كروزن
- سرطان القولون؛ 114500; AKT1
- سرطان القولون؛ 114500; APC
- سرطان القولون؛ 114500; FLCN
- سرطان القولون؛ 114500; MLH3
- سرطان القولون؛ 114500; PIK3CA
- فرط شحميات الدم المركب؛ 144250; LPL
- حثل المخروطية؛ 601777; GUCY2D
- متلازمة دي جورج؛ 217095; TBX1
- متلازمة كاودن؛ 158350; PTEN
- مرض كروتزفيلد جاكوب؛ 123400; PRNP
- متلازمة كريغلر-نجار؛ 218800; UGT1A1
- متلازمة كريغلر-نجار II؛ 606785; UGT1A1
- متلازمة كروزن؛ 123500; متلازمة كروزن
- متلازمة كورارينو؛ 176450; MNX1
- سيتوكروم سي أكسيداز؛ 220110; COX6B1
- متلازمة داندي ووكر؛ 220200; ZIC1
- متلازمة داندي ووكر؛ 220200; ZIC4
- داء دارييه؛ 124200; ATP2A2
- صمم 20/26؛ 604717; ACTG1
- صمم 22؛ 606346; MYO6
- صمم 23؛ 605192; SIX1
- صمم 25؛ 605583; SLC17A8
- صمم 28؛ 608641; GRHL2
- صمم 2A؛ 600101; KCNQ4
- صمم 2B؛ 612644; GJB3
- صمم 36؛ 606705; TMC1
- صمم؛ 605594; DSPP
- صمم 3A؛ 601544; GJB2
- صمم 3B؛ 612643; GJB6
- صمم 4؛ 600652; MYH14
- صمم 44؛ 607453; CCDC50
- صمم 48؛ 607841; MYO1A
- صمم 5؛ 600994; DFNA5
- صمم 50؛ 613074; MIR96
- صمم 8/12؛ 601543; TECTA
- صمم 9؛ 601369; Cochlin
- خرف؛ 176500; ITM2B
- خرف؛ 117300; ITM2B
- خرف؛ 600795; CHMP2B
- خرف؛ 600274; PSEN1
- خرف؛ 127750; ألفا-ساينوسلين
- خرف؛ 127750; الشركة الوطنية للسكك الحديدية البلجيكية
- مرض دينت 2؛ 300555; OCRL
- ملرض دينت؛ 300009; CLCN5
- سكري النوع الثاني؛ 125851; GCK
- سكري النوع الثاني؛ 125852; إنسولين
- سكري النوع الثاني, 20؛ 612520; HNF1A
- سكري النوع الثاني؛ 610549; مستقبلة الإنسولين
- سكري النوع الثاني؛ 612227; PAX4
- سكري النوع الأول؛ 125852; إنسولين
- سكري النوع الثاني؛ 125853; PAX4
- سكري النوع الثاني؛ 125853; AKT2
- متلازمة دوبين-جونسون؛ 237500; ABCC2
- متلازمة إيليس-فان كريفيلد؛ 225500; EVC
- متلازمة إيليس-فان كريفيلد؛ 225500; لبنان
- سرطان بطانة الرحم؛ 608089; MLH3
- الرجل الشجرة؛ 226400; TMC6
- الرجل الشجرة؛ 226400; TMC8
- سرطان المريء؛ 133239; 40513
- سرطان المريء؛ 133239; LZTS1
- سرطان المريء؛ 133239; WWOX
- العامل الخامس؛ 227400; F5
- مرض فاربر؛ 228000; ASAH1
- اعوجاج المفاصل الخلقي المتعدد؛ 208150; DOK7
- اعوجاج المفاصل الخلقي المتعدد؛ 208150; RAPSN
- خلل التنسج الليفي المعظم المترقي؛ 135100; ايه.ال. كيه 2
- فروكتوز ثنائي الفوسفاتاز؛ 229700; FBP1
- ورم الخلايا الجرثومية؛ 273300; KIT
- داء غيرستمان-ستراوس؛ 137440; PRNP
- داء اختزان الغلايكوجين النمط الثالث؛ 232400; AGL
- داء اختزان الغلايكوجين النمط الثالث؛ 232400; AGL
- متلازمة حداد؛ 209880; ASCL1
- مرض هيلي- هيلي؛ 169600; ATP2C1
- فقر الدم (أنيميا)؛ 140700; HBA2
- صداع نصفي فالجي عائلي؛ 141500; CACNA1A
- سرطانة الخلية الكبدية؛ 114550; PDGFRL
- مرض هيرشسبرونج؛ 142623; GDNF
- مرض هيرشسبرونج؛ 142623; RET
- لمفوما هودجكين؛ 236000; KLHDC8B
- بروجيريا؛ 176670; LMNA
- حمل عنقودي؛ 231090; NLRP7
- Hyperglycinuria؛ 138500; SLC6A20
- فرط الغلوبولين المناعي د في الدم؛ 260920; MVK
- فرط شحميات الدم؛ 207750; APOC2
- شلل نقص بوتاسيوم الدم الدوري؛ 170400; CACNA1S
- سماك سيمنز الفقاعي؛ 146800; KRT2
- أرق وراثي مميت؛ 600072; PRNP
- متلازمة جارفيل ولانغ-نلسن؛ 220400; KCNQ1
- متلازمة جوهانسون-بليزارد؛ 243800; UBR1
- متلازمة الكرك؛ 610217; PLA2G6
- تقران جريبي شوكي صالع؛ 308800; SAT1
- متلازمة لارون؛ 262500; GHR
- متلازمة ليجيوس؛ 611431; SPRED1
- متلازمة نونان ذات التصبغات المتعددة؛ 151100; PTPN11
- متلازمة دونوهيو؛ 246200; مستقبلة الإنسولين
- متلازمه لي-فراوميني؛ 151623; CDKN2A
- متلازمه لي-فراوميني؛ 151623; بي53
- متلازمه لي-فراوميني؛ 609265; CHEK2
- متلازمة لوجان-فرينس؛ 309520; MED12
- متلازمة وذمة ازدواجية الأهداب اللمفية؛ 153400; FOXC2
- متلازمة مجيد؛ 609628; LPIN2
- متلازمة ماكيون أولبرايت؛ 174800; GNAS
- سرطان الغدة الدرقية النخاعي؛ 155240; RET
- ورم أرومي نخاعي؛ 155255; PTCH2
- ورم سحائي؛ 607174; MN1
- متلازمة ماكل - ويلز؛ 191900; كرايوبايرين
- متلازمة سلاي؛ 253220; GUSB
- تليف نقوي؛ 254450; JAK2
- سرطان البلعوم الأنفي؛ 607107; بي53
- اعتلال عضلي خيطي؛ 609285; TPM2
- اعتلال عضلي خيطي؛ 605355; TNNT1
- عيب الأنبوب العصبي؛ 182940; VANGL1
- ورم الخلايا البدائية العصبية؛ 612219; EWSR1
- ورم عصبي ليفي من النوع الأول؛ 162200; NF1
- الورم العصبي الليفي من النوع الثاني؛ 101000; NF2
- متلازمة واطسون؛ 601321; NF1
- مرض نوري؛ 310600; NDP
- متلازمة القرن القذالي؛ 304150; ATP7A
- نقص تنسج العصب البصري؛ 165550; PAX6
- تبكل العظام؛ 166700; LEMD3
- تصلب العظم؛ 144750; LRP5
- متلازمة فرط تحفيز المبيض؛ 608115; FSHR
- مرض بادجيت؛ 602080; PDB4
- مرض بادجيت؛ 602080; SQSTM1
- مرض بادجيت؛ 602080; TNFRSF11A
- متلازمة باليستر هول؛ 146510; GLI3
- سرطانة الغدة الجار درقية؛ 608266; CDC73
- اضطراب الألم الانتيابي الشديد؛ 167400; SCN9A
- متلازمة بيندريد؛ 274600; SLC26A4
- متلازمة فايفر؛ 101600; FGFR1
- متلازمة فايفر؛ 101600; متلازمة كروزن
- مرض بيك؛ 172700; بروتين تاو
- مرض بيك؛ 172700; PSEN1
- ورم أرومي جنبي رئوي؛ 601200; دايسر
- تنخرب الدماغ؛ 175780; كولاجين4، ألفا1
- برفيريا؛ 176200; PPOX
- متلازمة برادر- فيلي؛ 176270; NDN
- متلازمة برادر- فيلي؛ 176270; SNRPN
- خلل تنسج ضموري مشوه؛ 177170; COMP
- ورم أصفر كاذب مرن؛ 264800; ABCC6
- متلازمة رابسون ميندينهال؛ 262190; مستقبلة الإنسولين
- داء ريفسام؛ 266500; PEX7
- داء ريفسام؛ 266500; PHYH
- غياب الكلية الخلقي؛ 191830; RET
- بيلة سكرية كلوية؛ 233100; ناقل مشارك صوديوم/جلوكوز 2
- التهاب الشبكية الصباغي-14؛ 600132; TULP1
- التهاب الشبكية الصباغي-17؛ 600852; CA4
- التهاب الشبكية الصباغي-18؛ 601414; HPRP3
- التهاب الشبكية الصباغي-19؛ 601718; ABCA4
- التهاب الشبكية الصباغي-2؛ 312600; RP2
- التهاب الشبكية الصباغي-25؛ 602772; EYS
- التهاب الشبكية الصباغي-26؛ 608380; CERKL
- التهاب الشبكية الصباغي-3؛ 300029; RPGR
- التهاب الشبكية الصباغي-30؛ 607921; FSCN2
- التهاب الشبكية الصباغي-31؛ 609923; TOPORS
- التهاب الشبكية الصباغي-35؛ 610282; SEMA4A
- التهاب الشبكية الصباغي-36؛ 610599; PRCD
- التهاب الشبكية الصباغي-37؛ 611131; NR2E3
- التهاب الشبكية الصباغي-38؛ 268000; MERTK
- التهاب الشبكية الصباغي-39؛ 268000; USH2A
- التهاب الشبكية الصباغي-41؛ 612095; PROM1
- التهاب الشبكية الصباغي-42؛ 612943; KLHL7
- التهاب الشبكية الصباغي-45؛ 268000; CNGB1
- التهاب الشبكية الصباغي-50؛ 613194; BEST1
- التهاب الشبكية الصباغي-7؛ 608133; PRPH2
- متلازمة روبرتس؛ 268300; ESCO2
- متلازمة روثموند تومسون؛ 268400; RECQL4
- متلازمة روبينشتاين - تايبي؛ 180849; CREBBP
- متلازمة روبينشتاين - تايبي؛ 180849; EP300
- متلازمة ساثري - تشوتزين؛ 101400; متلازمة كروزن
- متلازمة ساثري - تشوتزين؛ 101400; TWIST1
- فصام؛ 181500; DISC2
- متلازمة خلايا سيرتولي فقط؛ 400042; ZNF148
- متلازمة شواخمان دايموند؛ 260400; SBDS
- فقر الدم المنجلي؛ 603903; HBB
- متلازمة سيلفر-روسال؛ 180860; H19
- متلازمة سميث-ليملي-أوبيتز؛ 270400; 7-ديهيدروكوليسترول ريدكتاز
- متلازمة سميث-ماجينيس؛ 182290; RAI1
- متلازمة سميث-ماجينيس؛ 607326; DYM
- متلازمة سوتو؛ 117550; NSD1
- شلل سفلي؛ 607225; ALS2
- شلل سفلي 10؛ 604187; KIF5A
- شلل سفلي 15؛ 270700; ZFYVE26
- شلل سفلي 31؛ 610250; REEP1
- شلل سفلي 33؛ 610244; ZFYVE27
- شلل سفلي 39؛ 612020; PNPLA6
- شلل سفلي, 44؛ 613206; GJC2
- شلل سفلي-11؛ 604360; SPG11
- شلل سفلي-13؛ 605280; HSPD1
- شلل سفلي-2؛ 312920; PLP1
- شلل سفلي-3A؛ 182600; Atlastin
- شلل سفلي-4؛ 182601; Spastin
- شلل سفلي-42؛ 612539; SLC33A1
- شلل سفلي-5A؛ 270800; CYP7B1
- شلل سفلي-6؛ 600363; NIPA1
- شلل سفلي-7؛ 607259; PGN
- شلل سفلي-8؛ 603563; KIAA0196
- رباعية فالو؛ 187500; GDF1
- رباعية فالو؛ 187500; JAG1
- رباعية فالو؛ 187500; ZFPM2
- رباعية فالو؛ 187500; NKX2E
- ثلاسيميا؛ 604131; HBA2
- ثلاسيميا؛ 604131; LCRB
- ثلاسيميا؛ 603902; HBB
- ثلاسيميا؛ 604131; HBA1
- ثلاسيميا؛ 604131; HBB
- فرفرية قليلة الصفيحات مجهولة السبب؛ 188030; FCGR2C
- سرطان الغدة الدرقية 6؛ 607200; DUOX2
- Tسرطان الغدة الدرقية؛ 188470; MINPP1
- سرطان الغدة الدرقية؛ 188550; GOLGA5
- سرطان الغدة الدرقية؛ 188550; NCOA4
- سرطان الغدة الدرقية؛ 188550; PCM1
- سرطان الغدة الدرقية؛ 188550; PRKAR1A
- سرطان الغدة الدرقية؛ 188550; TRIM24
- سرطان الغدة الدرقية؛ 188550; TRIM33
- متلازمة أشر-هولجرين؛ 276904; USH1C
- متلازمة أشر-هولجرين؛ 601067; CDH23
- متلازمة أشر-هولجرين؛ 276901; USH2A
- متلازمة أشر-هولجرين؛ 276902; CLRN1
- متلازمة دي جورج؛ 192430; TBX1
- داء فون هيبل - لينداو؛ 193300; CCND1
- داء فون هيبل - لينداو؛ 193300; مثبط ورم فون هيبل - لينداو
- متلازمة واردينبيرغ؛ 193500; PAX3
- متلازمة واردينبيرغ؛ 608890; SNAI2
- متلازمة واردينبيرغ؛ 148820; PAX3
- متلازمة واردينبيرغ؛ 277580; EDNRB
- متلازمة واردينبيرغ؛ 613265; EDN3
- متلازمة واردينبيرغ؛ 613266; SOX10
- متلازمة واردينبيرغ؛ 193510; MITF
- متلازمة واطسون؛ 193520; NF1
- متلازمة ويفر؛ 277590; NSD1
- متلازمة فيرنر؛ 277700; RECQL2
- وحمة إسفنجية بيضاء؛ 193900; KRT13
- وحمة إسفنجية بيضاء؛ 193900; KRT4
- ورم أرومي كلوي 2؛ 194071; H19
- ورم أرومي كلوي؛ 194070; BRCA2
- ورم أرومي كلوي؛ 194070; GPC3
- ورم أرومي كلوي 1؛ 194070; WT1
- داء ويلسون؛ 277900; ATP7B
- متلازمة ويسكوت ألدريخ؛ 301000; WAS
- جفاف الجلد المصطبغ؛ 278700; XPA
- جفاف الجلد المصطبغ؛ 610651; ERCC3
- جفاف الجلد المصطبغ؛ 278720; XPC
- جفاف الجلد المصطبغ؛ 278730; ERCC2
- جفاف الجلد المصطبغ؛ 278760; ERCC4
- جفاف الجلد المصطبغ؛ 278780; ERCC5
- جفاف الجلد المصطبغ؛ 278750; POLH
- متلازمة زيلويغر؛ 214100; PEX10
- متلازمة زيلويغر؛ 214100; PEX13
- متلازمة زيلويغر؛ 214100; PEX14
- متلازمة زيلويغر؛ 214100; PEX26
- متلازمة زيلويغر؛ 214100; PEX5
- متلازمة زيلويغر؛ 214100; PXF